# 杜祺
杜 祺（と き、生没年不詳）は、中国三国時代の蜀漢の武将・政治家。荊州南陽郡の出身。

## 生涯
司塩校尉の王連が良才を持つ者を選抜して属官に任用した時、杜祺は呂乂・劉幹と共に招聘され、典曹都尉に任命される。
建興9年（231年）、諸葛亮が李厳の弾劾状を上奏した際は行参軍・武略中郎将として名を連ねた。
延熙7年（244年）、魏の曹爽が漢中に侵攻。その対応を協議した際、指揮官の王平の発言の中で「劉護軍（劉敏）と杜参軍（杜祺）を派遣して興勢山に籠らせ、私が後方の備えに当たるのが良い」とその名が挙がっている。それらの王平の作戦通りに、蜀漢は漢中防衛に成功した（興勢の役）。
郡守・監軍・大将軍司馬を歴任し高い評判を得たが、倹約・質素で法を遵守することでは、呂乂には及ばなかったという。